# Covers - Volume 1
Covers - Volume 1 è un EP del gruppo musicale statunitense Bayside, pubblicato il 23 ottobre 2012 dalla Gumshoe Records.

## Il disco
L'EP contiene 5 rifacimenti di brani originariamente di Van Morrison, The Ronettes, Del Shannon, Elvis Costello e Billy Joel.
Parlando dell'EP, il cantante Anthony Raneri ha detto:

## Tracce
1. Be My Baby (The Ronettes) – 2:31
2. Oliver's Army (Elvis Costello) – 2:46
3. Runaway (Del Shannon) – 2:46
4. Wild Night (Van Morrison) – 3:28
5. Movin' Out (Anthony's Song) (Billy Joel) – 3:28

## Formazione
- Anthony Raneri – voce, chitarra ritmica
- Jack O'Shea – chitarra solista, cori
- Nick Ghanbarian – basso, cori
- Chris Guglielmo – batteria, percussioni